# Andrena coconina
Andrena coconina är en biart som beskrevs av Laberge 1980. Andrena coconina ingår i släktet sandbin, och familjen grävbin. Inga underarter finns listade i Catalogue of Life.